# Pravoslavna crkva sv. Nikole u Puli
Pravoslavna crkva svetog Nikole u Puli smještena je na sjevernim padinama brežuljka s Kaštelom iz 17. stoljeća.
Sagrađena u drugoj polovici 6. stoljeća, s tipičnom ravenskom poligonalnom apsidom, crkva je bila posvećena Velikoj Gospi. Nakon temeljite rekonstrukcije oko 1200. godine, dodijeljena je grčkoj pravoslavnoj vjerskoj zajednici u Puli 1583. godine, koju su činili doseljenici s Cipra i iz Naupliona. Danas pripada Srpskoj pravoslavnoj crkvi. U crkvi se nalazi ikonostas grčkog majstora Tomiosa Batosa iz 18. stoljeća, vrijedne ikone i drugi predmeti.
U 16. i 17. st. pravoslavni obred zakonski su mogli obavljati samo grčke obitelji u Puli i crnogorske u Peroju, ali isključivo u pulskoj crkvi. Mletačka vlast određuje da pravoslavni svećenik može doći iz Pule u Peroj, ali samo da privatno uči mladež i posjećuje bolesnike i ne smije držati obred kome bi prisustvovao puk.
U to je vrijeme postojala samo jedna pravoslavna župa u Istri, sv. Nikole u Puli, koju su 1588. osnovali grčki bjegunci, a senat ju je podredio filadelfijskome patrijarhu u Veneciji. Prvi svećenik bio je, piše Fran Barbalić u knjizi "Peroj - srpsko selo u Istri", Teofan Xenaki, koji je kasnije imenovan nadbiskupom svih pravoslavaca koji su se nalazili pod Mletačkom Republikom.
Odbivši 1658. zahtjev crnogorskih kolonista za osnivanjem pravoslavne crkve u Peroju, rašporski kapetan Girolamo Priuli obavijestio je senat da, osim pulske, "nema drugih pravoslavnih crkava u Istri". Upravo je kapetan Priuli 1657. u tzv. Perojskoj povelji zabilježio podatke o doseljavanju Crnogoraca. Nakon višegodišnjih priprema, 1657. godine u Peroj je stigla skupina od 15 obitelji, ukupno 77 osoba: pet obitelji Crnogoraca pravoslavne vjere i deset obitelji neutvrđene pripadnosti, vjerojatno katolika Hrvata. Crnogorce je dopratio pravoslavni svećenik cetinske eparhije Mihajlo Ljubotina, a ostale Miho Brajković. Oko te jezgre nastala je najzapadnija crnogorska enklava u Mletačkoj Republici, a danas jedina u Hrvatskoj.

## Galerija
- Srpski pravoslavni hram sv. Nikole u Puli.
- Obavijest za posjetitelje o starosti crkve.
- Raspored bogosluženja, kolovoz 2014. godine.
- Ikonostas.
- Prozori južnog zida hrama.
- Krovna konstrukcija s unutrašnje strane
- Svećenik nakon liturgije
- Narteks crkve.
- Grčki natpis u crkvi sv. Nikole u Puli.
- Narteks pravoslavne crkve svetog Nikole u Puli.
- Pravoslavna crkva sv. Nikole u Puli.